# Fandango (Wrestler)
Curtis Jonathan Hussey (* 22. Juli 1981 in Portland, Maine), bekannt unter seinen Ringnamen Dirty Dango und Fandango, ist ein amerikanischer Wrestler, der aktuell bei Impact Wrestling unter Vertrag steht. Sein bislang größter Erfolg ist der Erhalt der NXT Tag Team Championship bei WWE.

## Wrestling-Karriere

### Free Agent (1999–2006)
Hussey trainierte bei Killer Kowalski und debütierte im September 1999. In den nächsten Jahren kämpfte er für verschiedene unabhängige Promotionen in New England. Er nahm von 2000 bis 2003 am Power League Wrestling teil und gewann während dieser Zeit die PLW New England Championship.
Während dieser Zeit nahm er auch an der Premier Wrestling Federation teil und gewann zusammen mit Kenn Phoenix am 28. Oktober 2002 die PWF Northeast Tag Team Championship. Sie hielten die Titel bis zum 15. November, als sie von Paiva und Kid Mikaze besiegt wurden. Die Titel gewannen sie am 15. Februar 2003 erneut. Sie hielten die Titel bis zum 4. April, als sie gegen die Storm Brothers verloren.

### WWE (2006–2021)
Im Jahr 2006 unterzeichnete Hussey einen Entwicklungsvertrag mit WWE und wurde anschließend zu Deep South Wrestling geschickt. Er gab sein Debüt am 9. November, als er gegen David Heath verlor. Nachdem Hussey in den nächsten Wochen konstant verloren hatte, erzielte er seinen ersten Sieg bei DSW, als er und Robert Anthony am 15. Februar 2007 die Headliner Shawn Shultz und Chris Michaels besiegten.
Nachdem WWE die Beziehung zu DSW abgebrochen hatte, wurde Hussey zu der neu gegründeten Entwicklungsliga Florida Championship Wrestling geschickt. Am 26. Juni gab er sein FCW-Debüt, als er den ehemaligen Tag Team Partner Robert Anthony besiegte. Am 11. Dezember 2008 besiegte Hussey gemeinsam mit Tyler Reks die New Hart Foundation DH Smith und TJ Wilson für die FCW Florida Tag Team Championship. Die Titel mussten sie am 30. April 2009 an Croft und Beretta abgeben.
Ab 2010 trat Hussey bei Houseshows für Raw an. Sein erstes Match war eine Niederlage gegen Evan Bourne am 8. Januar. Am 12. August 2010 gewann Hussey gemeinsam mit Derrick Bateman die FCW Florida Tag Team Championship, indem sie das Team von Donny Marlow und Brodus Clay sowie die Titelverteidiger Los Aviadores (Hunico und Epico) besiegten. Nach fast dreimonatiger Regentschaft verloren Hussey und Bateman am 4. November die Titel an Wes Brisco und Xavier Woods.
Hussey war Teil der vierten Staffel mit R-Truth als sein Mentor. Er gab sein In-Ring-Debüt bei der Saisonpremiere am 7. Dezember in der Folge von NXT und besiegte Jacob Novak. Während des Saisonfinales am 1. März wurde er zum Gewinner von NXT erklärt und besiegte Brodus Clay im Finale. Hussey kehrte am 2. November in die fünfte Staffel von NXT zurück. Dort begann er eine Fehde mit Derrick Bateman, welche er jedoch verlor. Für den Rest des Jahres 2012 bildete Hussey gelegentlich ein Tag Team mit Michael McGillicutty.
Beim SmackDown-Taping am 23. Oktober 2012 debütierte er in einem Dark Match mit dem Gimmick Fandango, dessen Vignetten für den Charakter bis November ausgestrahlt wurden. Nach monatelangen Werbevideos debütierte der Charakter in der SmackDown-Ausgabe vom 1. März 2013. Trotz seines Debüts weigerte sich Fandango mehrfach, sein erstes Match zu bestreiten, da die Ringansager und seine Gegner "Fandango" nicht zu seiner Zufriedenheit aussprechen konnten. In der Ausgabe von Raw vom 18. März sprach Chris Jericho Fandangos Namen absichtlich und wiederholt falsch aus, um Fandangos erste Fehde zu beginnen. Bei WrestleMania 29 besiegte Fandango Jericho in seinem ersten Match. Fandango rang in der folgenden Nacht in seinem ersten Match bei Raw gegen Kofi Kingston. Bei Extreme Rules wurde Fandango von Jericho in einem Rückkampf besiegt, um ihre Fehde zu beenden. Im Juni erlitt er jedoch eine Gehirnerschütterung.
Fandango kehrte am 1. Juli 2013 zu RAW zurück und verlor durch Count out gegen Sheamus. Bei Wrestlemania XXX trat Fandango bei der André the Giant-Memorial-Battle Royal an, konnte hier jedoch nicht gewinnen. Nach Monaten der Abwesenheit kehrte Fandango mit seiner neue Tanzpartnerin Rosa Mendes zurück, um an der Pre-Show der Survivor Series teilzunehmen, und besiegte Justin Gabriel. In der Raw-Ausgabe vom 13. April 2014 brachte Fandango, nachdem er gegen Stardust verloren hatte, sein altes Thema und seinen Tanz zurück und löste seine Beziehung zu Mendes auf.
In der Folge von SmackDown vom 12. Mai endete ein Match zwischen Fandango und Goldust gegen R-Truth und Tyler Breeze mit einem skurrilen Ergebnis, als Fandango und Breeze ihre Partner anmachten, die sich geweigert hatten, gegeneinander zu kämpfen. Fandango stimmte mit Breeze überein und nahm den Namen "Breezango" an. Das neue Team besiegte The Golden Truth Goldust und R-Truth eine Woche später bei Raw. Nachdem Breezango als Ergebnis des WWE-Entwurfs zur Marke SmackDown eingezogen worden war, besiegte sie The Usos am 24. Juli.
Am 6. Juli wurde berichtet, dass Fandango einen linken Labrumriss in seiner Schulter erlitten hat und er mindestens sechs Monate ausfallen wird. Fandango kehrte ein Jahr später, in der Folge von NXT vom 31. Juli 2019, zurück und rettete seinen Tag Team Partner Tyler Breeze vor einem Angriff von The Forgotten Sons. Breezango begann eine Fehde mit The Forgotten Sons, welche sie auch gewannen. Im Dezember musste Fandango eine weitere Verletzung hinnehmen, als er bekannt gab, dass er sich einer Ulnar-Kollateralbandrekonstruktion mit einer erwarteten Erholung von 6 bis 12 Monaten unterzogen hatte. Fandango kehrte sechs Monate später in der Folge von NXT am 3. Juni 2020 zurück, in der er sich mit Breeze zusammentat, um The Undisputed Era und Oney Lorcan & Danny Burch zu besiegen. Am 26. August 2020 gewann er zusammen mit Tyler Breeze die NXT Tag Team Championship von Imperium (Marcel Barthel und Fabian Aichner). Die Regentschaft hielt 56 Tage, die Titel mussten sie am 21. Oktober 2020 an Oney Lorcan und Danny Burch abgeben.
Am 25. Juni 2021 wurde Hussey von der WWE entlassen.

### Impact Wrestling (seit 2022)
Am 7. Oktober 2022, bei Bound for Glory, gab er unter dem Ringnamen Dirty Dango sein Debüt für Impact Wrestling.

## Titel und Auszeichnungen
- Eastern Wrestling Alliance
  - EWA Tag Team Championship (2×) mit Kamikaze und Brian Black

- Florida Championship Wrestling
  - FCW Florida Tag Team Championship (2×) mit Tyler Reks und Derrick Bateman

- Northeast Championship Wrestling
  - NCW New England Championship (1×)
  - NCW Tag Team Championship (1×) mit Damian Houston

- Power League Wrestling
  - PLW New England Championship (1×)

- Premier Wrestling Federation
  - PWF Northeast Heavyweight Championship (2×)
  - PWF Northeast Tag Team Championship (2×) mit Kenn Phoenix

- South Coast Championship Wrestling
  - SCCW Lightweight Championship (1×)

- WWE
  - NXT Tag Team Championship (1×) mit Tyler Breeze

- Pro Wrestling Illustrated
  - Nummer 59 der Top 500 Wrestler in der PWI 500 in 2013